# Glyceria pulchella
Glyceria pulchella là một loài thực vật có hoa trong họ Hòa thảo. Loài này được (Nash) K.Schum. mô tả khoa học đầu tiên năm 1903.